# Utaherpeton
Utaherpeton franklini
Genre
Espèce
Utaherpeton est un genre fossile d’amphibiens lépospondyles du Carbonifère de l'Utah. C'est l'un des lepospondyles les plus anciens et probablement les plus basaux (« primitifs ») connus. Le genre est monotypique, comprenant seulement l'espèce type Utaherpeton franklini. 
Utaherpeton a été nommée en 1991 à partir de la formation de Manning Canyon Shale, qui date de la limite entre le Mississippien et le Pennsylvanien.

## Systématique
Le genre Utaherpeton et l'espèce Utaherpeton franklini ont été décrits en 1991 par les paléontologues américains Robert Lynn Carroll (d), Paul J. Bybee (d) et William D. Tidwell (d),.

## Description
L'holotype d’Utaherpeton franklini mesure environ 4 cm jusqu'à la racine de la queue et son crâne fait moins de 1 cm.

## Étymologie
Le nom générique, Utaherpeton, fait référence à l'Utah où ont été découverts les fossiles, suivi du grec ancien ἑρπετόν, herpeton, « animal rampant, reptile ».
Son épithète spécifique, franklini, lui a été donnée en l'honneur de Mertin A. Franklin de Provo dans l'Utah, qui a découvert le spécimen et l'a remis à l'université Brigham-Young.

## Publication originale
- (en) Robert L. Carroll, Paul Bybee et William D. Tidwell, « The oldest microsaur (Amphibia) », Journal of Paleontology, Société de paléontologie, vol. 65, no 2,‎ mars 1991, p. 314-322 (ISSN 0022-3360 et 1937-2337, DOI 10.1017/S0022336000020552, JSTOR 1305767).